# Restaurant Empire
Restaurant Empire – gra komputerowa z rodzaju gier ekonomicznych, polegająca na prowadzeniu restauracji. Możemy grać w trybie wolnym lub realizować scenariusze. Gra posiada bardzo rozbudowany interfejs – możemy dowolnie urządzić wnętrze restauracji, zatrudniać pracowników według ich umiejętności, a nawet ustalać jakość poszczególnych składników w każdej potrawie, gra pozwala na utworzenie własnego menu. Do dyspozycji mamy trzy miasta: Paryż, Rzym i Los Angeles i co się z tym wiąże – 3 różne kuchnie: francuską, włoską i amerykańską (każda z nich ma przyporządkowany inny typ restauracji). Podobnie jak w rzeczywistości na nasz sukces ma wpływ kilka głównych czynników. Najważniejszym z nich są potrawy, które serwujemy, ich różnorodność, smak i przyrządzenie.